# Referendumul din Carintia din 1920

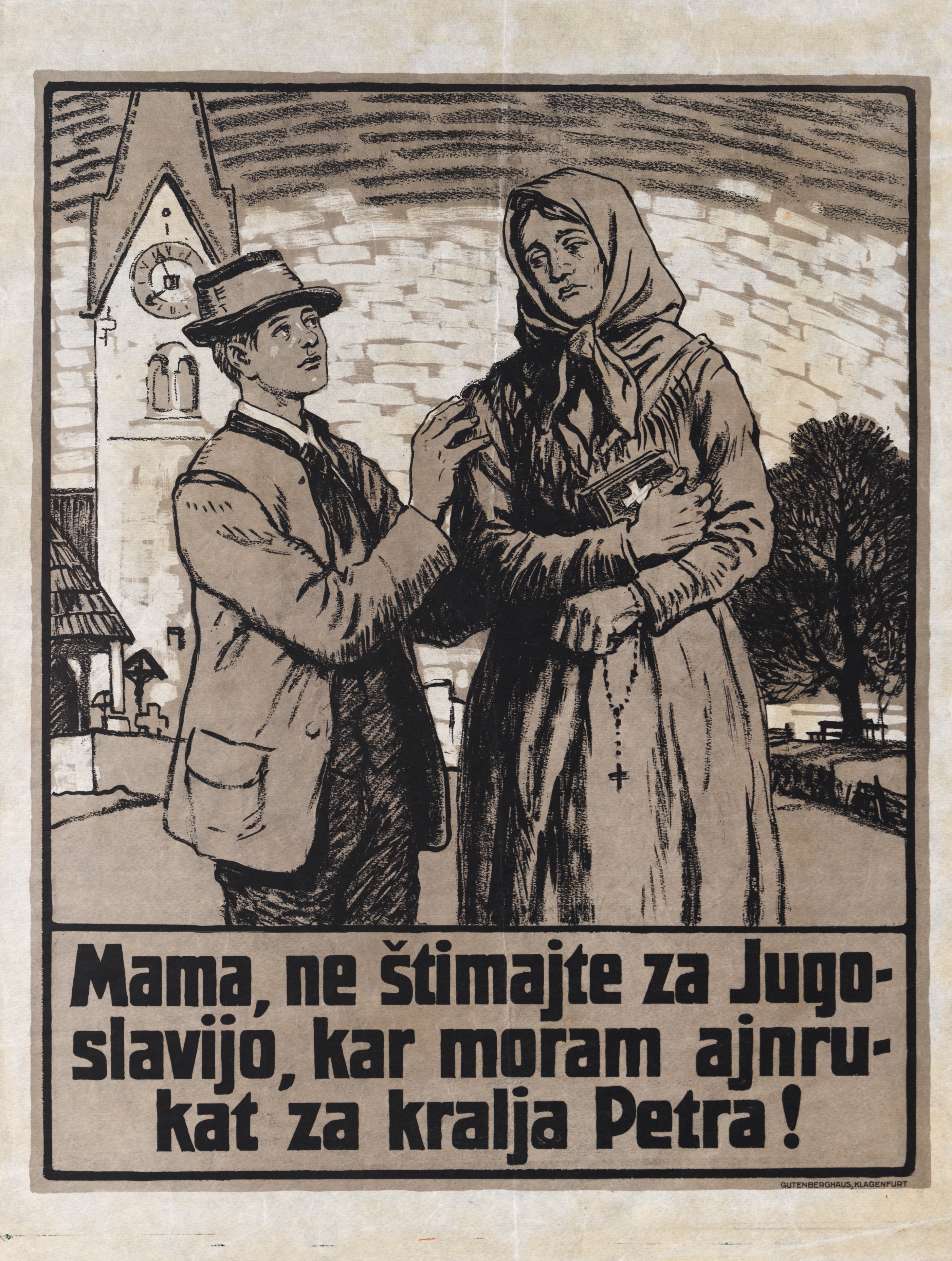
Afiș propagandistic austriac din anul 1920 cu următorul text: „Mamă, nu vota pentru Iugoslavia sau voi fi înrolat pentru regele Petru”. Cu astfel de mesaje, partea austriacă încerca să îi convingă pe alegători că milităria și setea de sânge erau caracteristice iugoslavilor, în timp ce austriecii și germanii erau prezentați ca pacifiști.

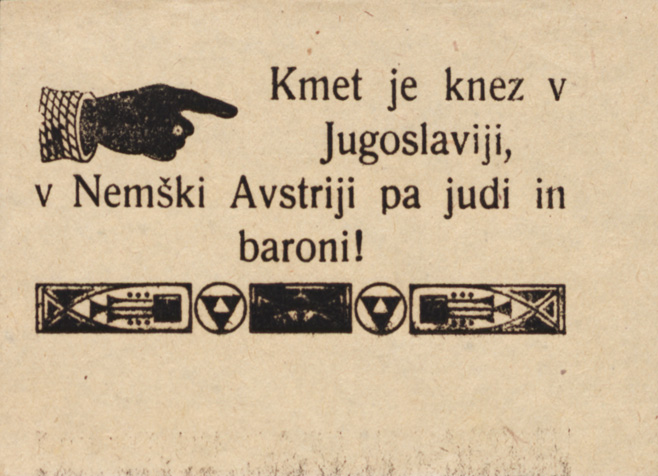
Un afiș propagandistic iugoslav care conține următorul text: „În Iugoslavia fermierul este cneaz. În Austria Germană sunt evreii și baronii.”

Referendumul din Carintia (în germană Kärntner Volksabstimmung, în slovenă Koroški plebiscit) a avut loc pe 10 octombrie 1920 într-o zonă locuită predominant de sloveni carintieni. El a determinat frontiera sudică definitivă între Republica Austriacă și nou formatul Regat al Sârbilor, Croaților și Slovenilor (ulterior Iugoslavia), după Primul Război Mondial.

## Context
După înfrângerea multietnicului imperiu Austro-Ungar și a dinastiei de Habsburg în Primul Război Mondial au apărut noi state pe fostul său teritoriu. Printre acestea era și Statul Slovenilor, Croaților și Sârbilor, nerecunoscut pe plan internațional, care a fost creat în ultimele zile ale războiului, potrivit Declarației de la Corfu din 1917, și a fuzionat cu Regatul Serbiei, formând noul regat slav sudic al sârbilor, croaților și slovenilor la 1 decembrie 1918.
Determinarea granițelor dintre noile țări a fost complicată, dificilă și nu întotdeauna pașnică: în timp ce granița nord-estică cu Regatul Italiei de-a lungul „graniței iuliene” fusese deja stabilită prin Tratatul de la Londra din 1915, linia de demarcație între Iugoslavia și statul de scurtă durată Austria Germană a fost o chestiune dificilă și extrem de disputată. Principiul autodeterminării, promovat de președintele SUA, Woodrow Wilson, a fost preluată de către slovenii și germano-austriecii din provinciile Carintia, Stiria și Carniola ale defunctului imperiu Habsburgic. Tensiunile în creștere au culminat cu ciocniri armate, precum Duminica Însângerată din Marburg în Stiria de Jos, și cu lupte continue ale grupurile paramilitare din sud-estul Carintiei.
„Chestiunea carintiană” a devenit în special o problemă în ultimele zile ale Primului Război Mondial, când evenimentele s-au desfășurat rapid, începând cu pretențiile teritoriale formulate de Adunarea Națională Slovenă pe 17 octombrie 1918. Aceste pretenții au fost respinse de către Landtag-ul provizoriu al Carintiei pe 25 octombrie 1918, când a fost proclamată includerea provinciei în Austria Germană. Din 5 noiembrie 1918, forțele militare iugoslave s-au mutat în zona locuită de slovenii carintieni din munții Karawanken până la râul Drava și dincolo. Membrii Landtagului au fugit de la Klagenfurt în orașul nord-vestic Spittal an der Drau și pe 11 noiembrie au cerut în mod oficial autodeterminarea, care în acest caz însemna solicitarea efectuării unui referendum într-o regiune cu o populație mixtă.
Odată cu ocuparea sud-estului Carintiei de către trupele iugoslave, confruntarea a evoluat către ciocniri armate. Guvernul provizoriu al Carintiei condus de guvernatorul Arthur Lemisch a decis să înceapă o luptă armată în scopul de a păstra frontiera sudică a Carintiei în munții Karawanks. Luptele îndârjite ale grupurilor paramilitare în jurul orașelor Arnoldstein și Ferlach au alarmat puterile Antantei. Ele au arbitrat o încetare a focului, după care o comisie a Armatei SUA, sub comanda lt. col. Sherman Miles, a cercetat regiunea disputată între râu și munți în ianuarie și februarie 1919 și a făcut recomandarea crucială ca frontiera din munții Karawanks să fie păstrate, deschizând astfel ocazia unui referendum. Reprezentanții iugoslavi au cerut o frontieră pe râul Drava; delegații americani cu toate acestea s-au manifestat în favoarea menținerii unității zonei Klagenfurt și i-au convins pe delegații britanici și francezi. Până pe 7 mai, toate teritoriile ocupate în Carintia au fost eliberate. Atunci când forțele iugoslave comandate de generalul Rudolf Maister au făcut o încercare de a reintra în regiune la 28 mai 1919, au fost nevoite să se retragă de către armatele Antantei.
Întrebarea era dacă majoritatea considerabilă vorbitoare de limba slovenă din regiunea sud-estică a provinciei, adiacentă munților Karawanks, ar vota pentru unirea cu Austria sau dacă acea majoritate dorea să se alăture unui stat al slavilor sudici, nou creat. Acest lucru a fost în mare măsură o consecință a creșterii naționalismului romantic în cadrul Monarhiei Austro-Ungare și a ideii de autonomie a „pământurilor slovene”, cu referire la principatul slav medieval Carantania, care fusese desființat în secolul al IX-lea. Un stat comun format cu alte popoare slave sudice părea compromisul cel mai acceptabil spre împlinirea năzuințelor naționaliste.

## Referendumul

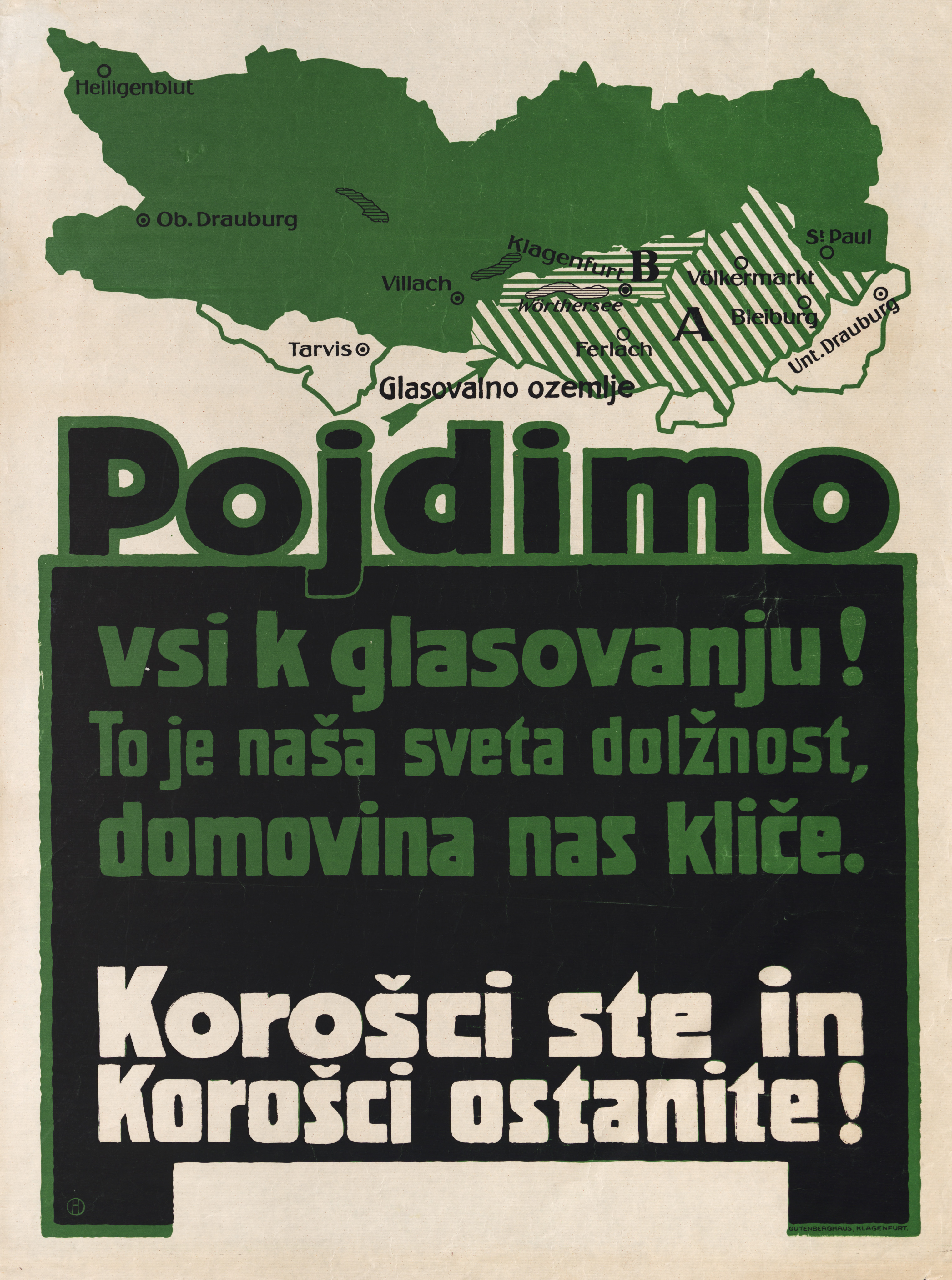
Afiș în limba slovenă („Să mergem la vot! Este datoria noastră sacră, patria ne cheamă. Sunteți carintieni și trebuie să rămâneți carintieni!”), cu zonele A și B

Tratatul de la Saint-Germain cu Republica Austria, semnat la 10 septembrie 1919, trebuia să stabilească frontiera austro-iugoslavă. S-a considerat că unele părți mici din Carintia — adică valea Meža (în germană Mießtal) cu orașul Dravograd (Unterdrauburg) și zona Jezersko (Seeland) — ar trebui să fie încorporate în noul Regat al Sârbilor, Croaților și Slovenilor, în timp ce soarta zonei sud-estice largi a Carintiei până în apropierea orașului Klagenfurt urma să fie determinată printr-un referendum.
Dorind să rezolve conflictul în mod pașnic, Aliații învingători în Primul Război Mondial au împărțit sud-estul Carintiei în două zone, „A” în partea de sud și „B” în partea de nord. Un referendum în două etape urma să aibă loc pentru a determina anexarea la Austria sau la Regatul Sârbilor, Croaților și Slovenilor în zona mai mică B numai dacă majoritatea populației din Zona A ar fi votat pentru Iugoslavia. Populația din Zona A era predominant vorbitoare de limba slovenă: în conformitate cu recensământul austriac antebelic din 1910, oamenii din aceste localități care aveau slovena ca limbă principală reprezentau aproape 70% din populație, în timp ce numărul etnicilor sloveni era, probabil, mai mare. Vorbitorii de limba germană erau concentrați în orașul Völkermarkt și în anumite localități mai mici, aflate în special în jurul orașelor Bleiburg (în slovenă Pliberk) și Ferlach (Borovlje).
Înainte de referendum, ambele părți au organizat campanii intense de propagandă. Propaganda austriacă a subliniat beneficiile economice ale menținerii unității bazinului Klagenfurt și a făcut apel la sentimentele de unitate carintiană și frăție între populațiile vorbitoare de slovenă și germană din Carintia. Realizată în dialectul sloven carintian, propaganda austriacă a promis că limba slovenă și identitatea națională slovenă vor avea un statut egal cu limba germană și identitatea națională germană din Austria, confirmată oficial de către Landtagul Carintiei cu două săptămâni înainte de organizarea referendumului. Cu toate acestea, de asemenea, a avut loc o campanie tendențioasă antiiugoslavă ce a prezentat condițiile de trai din Regatul Sârbilor, Croaților și Slovenilor ca fiind haotice și dificile. Propaganda iugoslavă a folosit aproape exclusiv argumente care au subliniat identitatea națională slovenă. A luat încă de la început o tendință antigermană agresivă și s-a referit la chestiunile economice abia în ultimele câteva săptămâni înainte de referendum. Organizatorii campaniei propagandistice nu au fost capabili să se folosească de instabilitatea politică a tinerei republici austriece și de poziția sa dificilă în comunitatea internațională pentru a obține un avantaj.
În ciuda faptului că fusese stabilit un termen de șase luni prin Tratatul de la Saint-Germain, referendumul a avut loc în Zona A abia la 10 octombrie 1920. În afară de schimbarea datei plebiscitului, celelalte clauze ale Tratatului de la Saint-Germain au fost ignorate sau schimbate: un reprezentant austriac a fost acceptat în comisie, iar comisia de organizare a referendumului a schimbat regulile, nepermițând militarilor iugoslavi să controleze granița dintre Zonele A și B pe 8 iunie 1920. În schimb, armata iugoslavă a trebuit să se retragă din Zona A în conformitate cu decizia comisiei de organizare a referendumului din 18 septembrie 1920. Au fost operate modificări în listele electorale, ceea ce a permis oamenilor din zona nordică B să voteze în zona A, sprijinind opțiunea austriacă. În următoarele decenii ambele părți au continuat să interpreteze și să pună în discuție circumstanțele desfășurării referendumului în felul lor.

## Rezultate
Rezultatul referendumului desfășurat pe 10 octombrie 1920 a fost 22.025 de voturi (59,04% din totalul voturilor exprimate) în favoarea aderării la Austria și 15.279 de voturi (40,96%) în favoarea anexării regiunii de către Regatul Sârbilor, Croaților și Slovenilor. Presupunând că întreaga minoritate vorbitoare de limba germană a votat pentru Austria, aproape unul din doi sloveni carintieni a decis să rămână în Austria. În timp ce majoritatea din satele alpine de pe pantele munților Karawanks a votat pentru Iugoslavia, locuitorii din zonele dens populate aflate în bazinul Klagenfurt au fost motivați de propriile interese sociale și culturale și, nu în ultimul rând, de relațiile economice cu restul regiunii Carintia. 

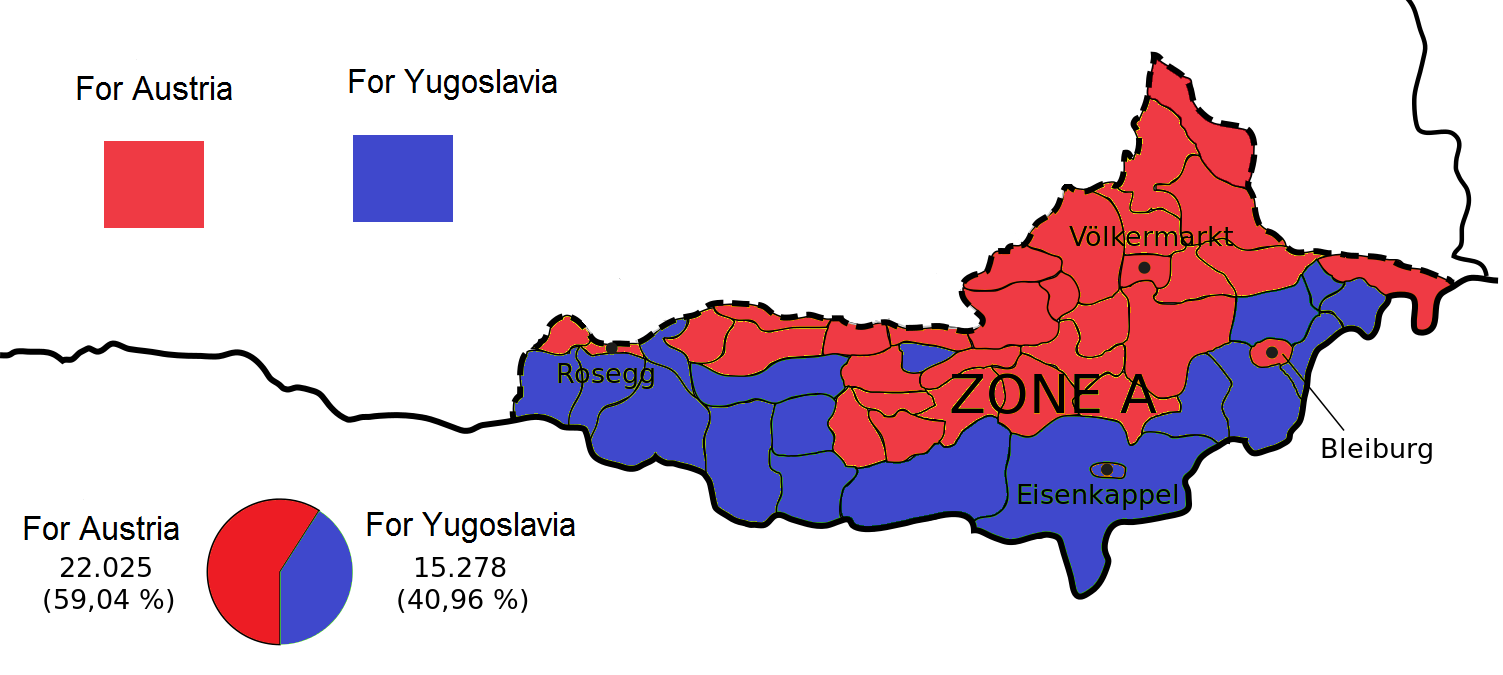
Rezultatele împărțite pe comune
Pentru Iugoslavia
Pentru Austria

     Pentru Iugoslavia
     Pentru Austria
| pentru Austria | pentru Iugoslavia |        |
| -------------- | ----------------- | ------ |
| Rosegg         | 1.980             | 2.318  |
| Ferlach        | 6.427             | 4.981  |
| Völkermarkt    | 8.306             | 2.444  |
| Bleiburg       | 5.312             | 5.535  |
| Total          | 22.025            | 15.278 |

După ce opțiunea austriac a câștigat majoritatea voturilor în Zona A predominant slovenă, cea de-a doua etapă a referendumului în Zona nordică B, populată în principal cu vorbitori de limba germană, nu a mai avut loc. O altă incursiune armată iugoslavă a fost respinsă cu duritate de trupele Antantei. Regiunea carintiană unde s-a desfășurat referendumul a fost plasată sub administrație austriacă în 18 noiembrie 1920 și a declarat parte a Republicii Austria pe 22 noiembrie 1920. Până astăzi, ziua de 10 octombrie este o sărbătoare publică în landul Carintia.
Referendumul a stabilit definitiv granița dintre Austria și Regatul Sârbilor, Croaților și Slovenilor. Granița a rămas neschimbată după cel de-al Doilea Război Mondial, chiar și în timpul Republicii Socialiste Federative Iugoslavia a lui Iosip Broz Tito, deși la sfârșitul războiului partizanii iugoslavi au ocupat din nou, pentru o scurtă perioadă, această zonă, inclusiv capitala Klagenfurt. După dezintegrarea Iugoslaviei, granița a separat Austria și Slovenia.